# Ammassalik Ø

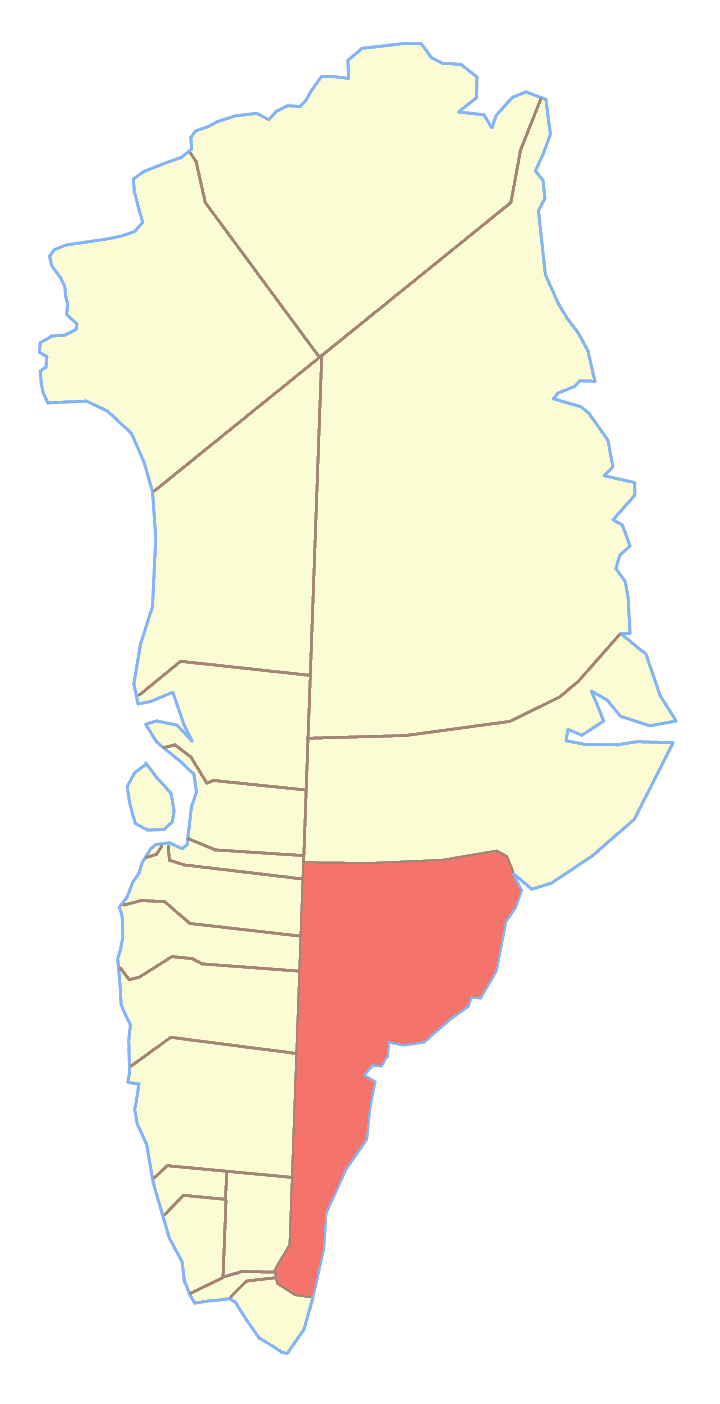
Ex comune di Ammassalik, dove si trovava Ammassalik Ø

Ammassalik Ø (o Angmagssalik Ø) è un'isola della Groenlandia di 772 km². Fino al 2008 apparteneva alla contea della Groenlandia Orientale e al comune di Ammassalik; in seguito alla riforma municipale del 2009 è divenuta parte del comune di Sermersooq.

## Geografia
L'isola di Ammassalik si trova nella regione della Terra di Re Cristiano IX. A separare l'isola di Ammassalik dalla terraferma della Groenlandia ci sono l'ampio fiordo di Sermilik a ovest e lo stretto di Ikaasartivaq a nord-est. A est e sud-est, la metà meridionale progressivamente più ampia del fiordo di Ammassalik separa l'isola dal resto dell'omonimo arcipelago di Ammassalik. Le isole dell'arcipelago includono l'isola Kulusuk, attraverso lo stretto di Torsuut Tunoq, e l'isola Apusiaajik, la più grande. La costa meridionale dell'isola di Ammassalik confina con il Mare di Irminger, un mare marginale dell'Atlantico settentrionale.
La città di Tasiilaq si trova sul lato sud-orientale dell'isola. Il punto più alto dell'isola è un picco ghiacciato nella parte settentrionale, a 1.352 metri.

## Insediamenti
L'unico insediamento abitato permanentemente sull'isola è la città di Tasiilaq, sulla costa meridionale dell'isola, con 1.893 abitanti conteggiati nel 2009. Si tratta della comunità più popolosa della costa orientale e la settima città più grande della Groenlandia.
La stazione di ricerca Sermilik si trova a 15 km a nord-ovest di Tasiilaq, sulla costa occidentale.